# Poecilosoma marginata
Poecilosoma marginata là một loài bướm đêm thuộc phân họ Arctiinae, họ Erebidae.